# Двамата яздиха заедно
„Двамата яздиха заедно“ (на английски: Two Rode Together) е уестърн на режисьора Джон Форд, който излиза на екран през 1961 година.

## Сюжет
Маккейб служи като шериф в малко градче, за което получава 10% от доходите на местния салон. Един ден лейтенант Джим Гари се явява с кавалерийския си отряд, за да предложи на Маккейб следната работа: да открие бели мъже, отвлечени по време на неотдавнашната война с Команчи на индиански територии. Циничният шериф не е готов да рискува живота си за каузата, която по негово убеждение не си струва, защото за годините, които са минали от отвличането пленниците или умират, или забравят миналия си живот и стават индианци. Единственото, което го насърчава да приеме предложението, е щедрата награда, обещана от роднините на отвлечените хора. След малка подготовка Маккейб, придружен от Джим потегля.

## В ролите
| Актьор          | Роля                      |
| --------------- | ------------------------- |
| Джеймс Стюарт   | Маршал Гътри Маккейб      |
| Ричард Уидмарк  | Първи лейтенант Джим Гари |
| Шърли Джоунс    | Марти Пърсел              |
| Линда Кристал   | Елена де ла Мадриага      |
| Анди Дивайн     | Сержант Дариус П. Поузи   |
| Джон Макинтайър | Майор Фрейзър             |